# Добраніч, та нехай щастить
«Добраніч, і нехай щастить» (англ. Good Night, and Good Luck) — американська історична драма Джорджа Клуні. Фільм було номіновано як найкращу картину на 78-му премію «Оскар».

## Сюжет
Дія картини відбувається в США 50-х років, в епоху розвитку телебачення — фільм розповідає реальну історію протистояння репортера Едварда Марроу і сенатора Джозефа Маккарті, що в межах так званого «полювання на відьом» звинуватив сміливого журналіста в симпатії до комуністичного режиму.

## В ролях
| Актор             | Роль             |
| ----------------- | ---------------- |
| Девід Стретейрн   | Едвард Марроу    |
| Джордж Клуні      | Фред Френдлі     |
| Роберт Дауні-мол. | Джо Вершба       |
| Патрісія Кларксон | Ширлі Вершба     |
| Френк Ланджелла   | Вільям С. Пейлі  |
| Джефф Деніелс     | Сіг Мікельсон    |
| Тейт Донован      | Джессі Зусмер    |
| Рей Вайз          | Дон Голенбек     |
| Алекс Борштейн    | Наталі           |
| Рід Даймонд       | Джон Аарон       |
| Роберт Джон Берк  | Чарлі Мак        |
| Роберт Кнеппер    | Дон Сурін        |
| Пітер Джекобсон   | Джиммі           |
| Даєн Рівз         | джазова співачка |

## Цікаві факти
- У фільмі використовується документальна хроніка за участі сенатора Маккарті. На тестових показах фільму глядачі, які не знали про документальну природу матеріалів, стверджували, що актор, який грає Маккарті, «сильно переграє».[джерело?]
- За однойменний альбом Good Night, and Good Luck, що складається з композицій зі звукової доріжки фільму, американська джазова співачка Даєн Рівз 2006 року здобула премію Греммі у категорії за найкращий джазовий вокальний альбом[en].

## Виноски
1. ↑  Також «На добраніч, на все добре» або «На добраніч і щасти»